# Damon Runyon Theater
Damon Runyon Theater è una serie televisiva statunitense in 39 episodi trasmessi per la prima volta nel corso di 2 stagioni dal 1955 al 1956.
È una serie di tipo antologico in cui ogni episodio rappresenta una storia a sé. Gli episodi sono storie di genere commedia o drammatico e vengono presentati da Donald Woods. Sponsorizzata dalla Budweiser, la serie è ispirata ai racconti di Damon Runyon perlopiù ambientati a New York.

## Interpreti
Molte degli attori interpretarono diversi ruoli in più di un episodio.
- Allen Jenkins (5 episodi, 1955-1956)
- Wally Vernon (5 episodi, 1955-1956)
- Clegg Hoyt (4 episodi, 1955-1956)
- Sid Melton (3 episodi, 1955-1956)
- Charles Cantor (3 episodi, 1955-1956)
- John Beradino (3 episodi, 1955)
- Adele Jergens (2 episodi, 1955)
- Paul Keast (2 episodi, 1955-1956)
- Murray Alper (2 episodi, 1955-1956)
- Joe Downing (2 episodi, 1955)
- Steve Brodie (2 episodi, 1955-1956)
- Edward Brophy (2 episodi, 1955-1956)
- Havis Davenport (2 episodi, 1955-1956)
- Dick Foran (2 episodi, 1955-1956)
- Mel Welles (2 episodi, 1955-1956)
- Vince Barnett (2 episodi, 1955)
- Nancy Gates (2 episodi, 1955)
- James Gleason (2 episodi, 1955)
- Jack Kruschen (2 episodi, 1955)
- Gale Robbins (2 episodi, 1955)
- Ben Welden (2 episodi, 1955)

## Produzione
La serie fu prodotta da Normandie Television Pictures e Screen Gems. Le musiche di alcuni degli episodi furono composte da Al Sack e Jack Shaindlin.

### Registi
Tra i registi sono accreditati:
- Sidney Miller in 4 episodi (1955)
- Daniel Dare in 3 episodi (1955-1956)
- Anton Leader in 2 episodi (1955)
- Leslie H. Martinson

### Sceneggiatori
Tra gli sceneggiatori sono accreditati:
- Jack Harvey in 6 episodi (1955)

## Distribuzione
La serie fu trasmessa negli Stati Uniti dal 16 aprile 1955 al 30 giugno 1956 sulla rete televisiva CBS.

## Episodi
| Stagione         | Episodi | Prima TV USA |
| ---------------- | ------- | ------------ |
| Prima stagione   | 20      | 1955-1955    |
| Seconda stagione | 19      | 1955-1956    |